# Stade Municipal de Gabès
Het Stade Municipal de Gabès is een multifunctioneel stadion in Gabès, een stad in Tunesië. Het wordt ook Stade Zrig genoemd. Het stadion wordt vooral gebruikt voor voetbalwedstrijden, de voetbalclub Avenir Sportif de Gabès maakt gebruik van dit stadion. 
In het stadion is plaats voor 15.000 toeschouwers. 